# Riserva naturale speciale Lago di Pergusa
(Ovidio, Metamorfosi)
La Riserva naturale speciale Lago di Pergusa è un'area naturale protetta istituita dalla Regione siciliana che sorge in prossimità di Villaggio Pergusa, frazione di Enna.

## Storia
La riserva fu istituita nel 1995 con legge della Regione Siciliana.

## Territorio
Il lago di Pergusa è un lago salmastro endoreico (cioè privo sia di veri e propri immissari che di un emissario), di forma subellittica, racchiuso da un gruppo di alture appartenenti ai monti Erei.
È un'area di estrema rilevanza naturalistica, ricca di biodiversità, in modo particolare di avifauna, in quanto rappresenta l'unica zona umida di sosta nel cuore della Sicilia per gli uccelli migratori.
Complessivamente l'area protetta copre 402,5 ettari (151,2 in Zona A e 251/2 in Zona B) interamente ricadenti nel territorio del comune di Enna.

## Flora
Il lago è circondato da una fascia di vegetazione tipica delle lagune salmastre, che ospita specie caratterizzate da adattamento a condizioni di alta salinità tra cui l'atriplice (Atriplex prostrata subsp. latifolia), diverse specie di giunco (Juncus acutus e Juncus maritimus), la Suaeda maritima e la salicornia (Salicornia patula).

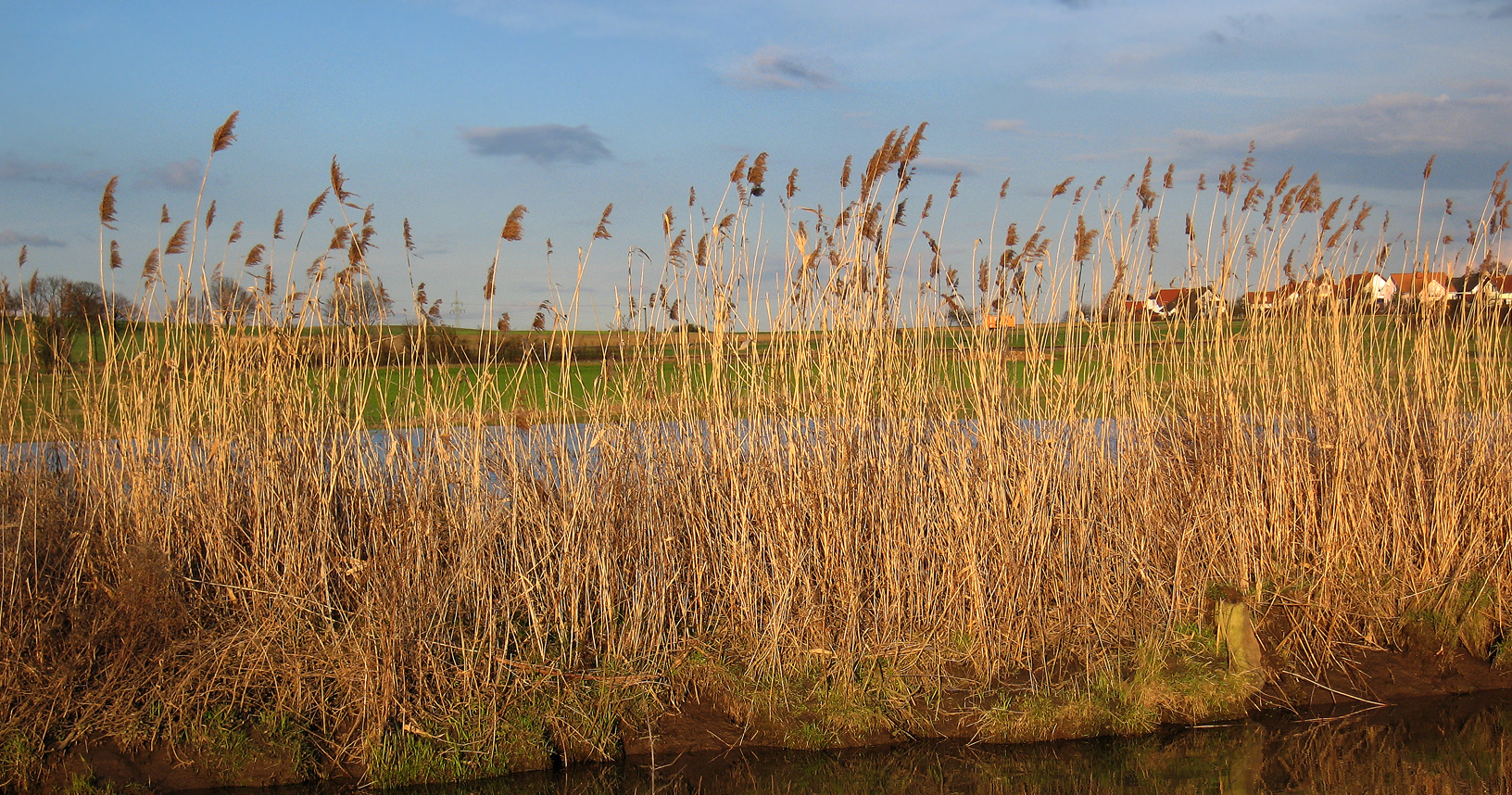
Canneto di Phragmites australis

All'esterno di questa fascia si estende un anello dominato dalla cannuccia di palude (Phragmites australis) che forma fittissimi agglomerati in associazione con la Tamarix canariensis, una piccola tamerice, e con la Calystegia sepium, una pianta erbacea rampicante che si aggroviglia sulle parti aeree delle canne.
Le pendici dei Monti Erei, che racchiudono il lago, un tempo erano ricoperte dai boschi; oggi sopravvive solo una piccola area di rimboschimento, gestita dall'Azienda Forestale, in cui, accanto alle conifere e agli eucalipti, introdotti dall'uomo, si vanno riaffermando le querce, i lecci, le roverelle e la rara Quercus coccifera.

## Fauna
La Riserva riveste un particolare interesse dal punto di vista ornitologico in quanto area nevralgica nei flussi migratori di molte specie di uccelli.

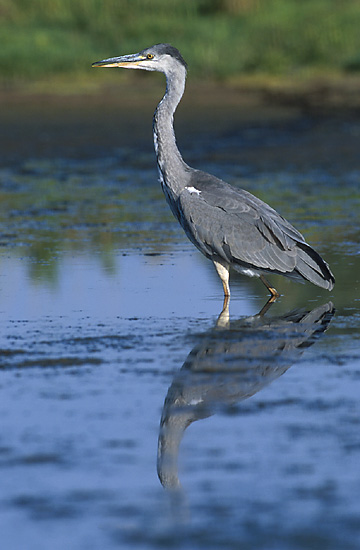
Esemplare di airone cinerino

Nel periodo invernale arrivano a svernare la folaga (Fulica atra), il moriglione (Aythya ferina), la rara moretta tabaccata (Aythya nyroca) e varie specie di Anatidi tra cui l'alzavola (Anas crecca), il mestolone (Anas clypeata) e il fischione (Anas penelope).
In primavera si possono osservare l'airone cenerino (Ardea cinerea), la garzetta (Egretta garzetta) e la nitticora (Nycticorax nycticorax). Recentemente è stata segnalata anche la presenza dell'airone rosso (Ardea purpurea), la cui presenza in Sicilia costituisce un fatto del tutto eccezionale.
Inoltre è stata segnalata anche la presenza, nell'aprile del 2006, del pollo sultano (Porphyrio porphyrio).
Nelle zone fangose limitrofe alla riva si trovano spesso il chiurlo maggiore (Numenius arquata), il totano moro (Tringa erythropus ), la pettegola (Tringa totanus), la pavoncella (Vanellus vanellus) e il beccaccino (Gallinago gallinago).
Le colline circostanti il lago sono luogo di nidificazione della coturnice sicula (Alectoris graeca whitakeri). Nello stesso ambiente collinare vive la poiana (Buteo buteo), il raro falco di palude (Circus aeruginosus) e vari rapaci notturni come la civetta (Athene noctua), l'assiolo (Otus scops) e il barbagianni (Tyto alba).
Oltre agli uccelli la Riserva ospita anche mammiferi come l'istrice, la donnola, la crocidura siciliana e recentemente il gatto selvatico, rettili come la tartaruga palustre siciliana (Emys trinacris, il gongilo (Chalcides ocellatus), il ramarro (Lacerta bilineata) e l'endemica lucertola siciliana (Podarcis wagleriana), nonché anfibi come il rospo smeraldino siciliano (Bufotes boulengeri siculus) e il discoglosso dipinto (Discoglossus pictus).

## Strutture ricettive
L'Ente Gestore ha provveduto alla creazione di sentieri e aree sosta per i visitatori, dotate di capanni per l'avvistamento della fauna ornitica e l'osservazione dell'ambiente naturale. Nella parte collinare della Riserva, in Contrada Zagaria, l'Ente ha realizzato il laboratorio Didattico ambientale gestito dal Centro di educazione Ambientale Alexander Von Humboldt ed ospitato in parte della antica Villa Zagaria dei baroni di Geracello, da qualche anno di proprietà della Provincia Regionale.